# Az 1956-os forradalom nemzetközi visszhangja
A magyar forradalom hírére a nyugati országok számos városában szovjetellenes jelszavakkal vonultak ki a diákok az utcákra és a szovjet követségek elé. A római pápa a világ katolikusait imára szólította a felkelés győzelméért. Számos országból érkezett vér, gyógyszer és élelmiszer a Magyar Vöröskereszt számára. A magyar forradalom melletti legnagyobb rokonszenvtüntetések és a legnagyobb segélykampány Lengyelországban volt. A keleti blokk többi országának keményvonalas vezetése megpróbálta csírájában elfojtani a magyarországihoz hasonló felkelést. Ennek ellenére Romániában komoly megmozdulásokra került sor.

## Nemzetközi reakciók a forradalom alatt

### A nyugati országok reakciója
Az Amerikai Egyesült Államok finanszírozásával működtetett Szabad Európa Rádió a forradalom alatt folyamatosan kitartásra biztatta a fegyveres felkelőket és a Nyugat várható katonai segítségéről beszélt. A rádiócsatorna a magyarországi közvélemény egyik fő információs forrása volt ezekben a napokban. Eisenhower amerikai elnök október 31-i elnökválasztási televíziós és rádióbeszédében a magyar nép iránti csodálatának adott hangot. Ugyanebben a beszédben azonban azt is kijelentette, hogy az Egyesült Államok az új magyar vezetést nem tekinti potenciális szövetségesének és nem fog katonai segítséget nyújtani a magyaroknak. Ezzel Moszkva gyakorlatilag megkapta a jóváhagyást az invázióra.

### Lengyelországi visszhang

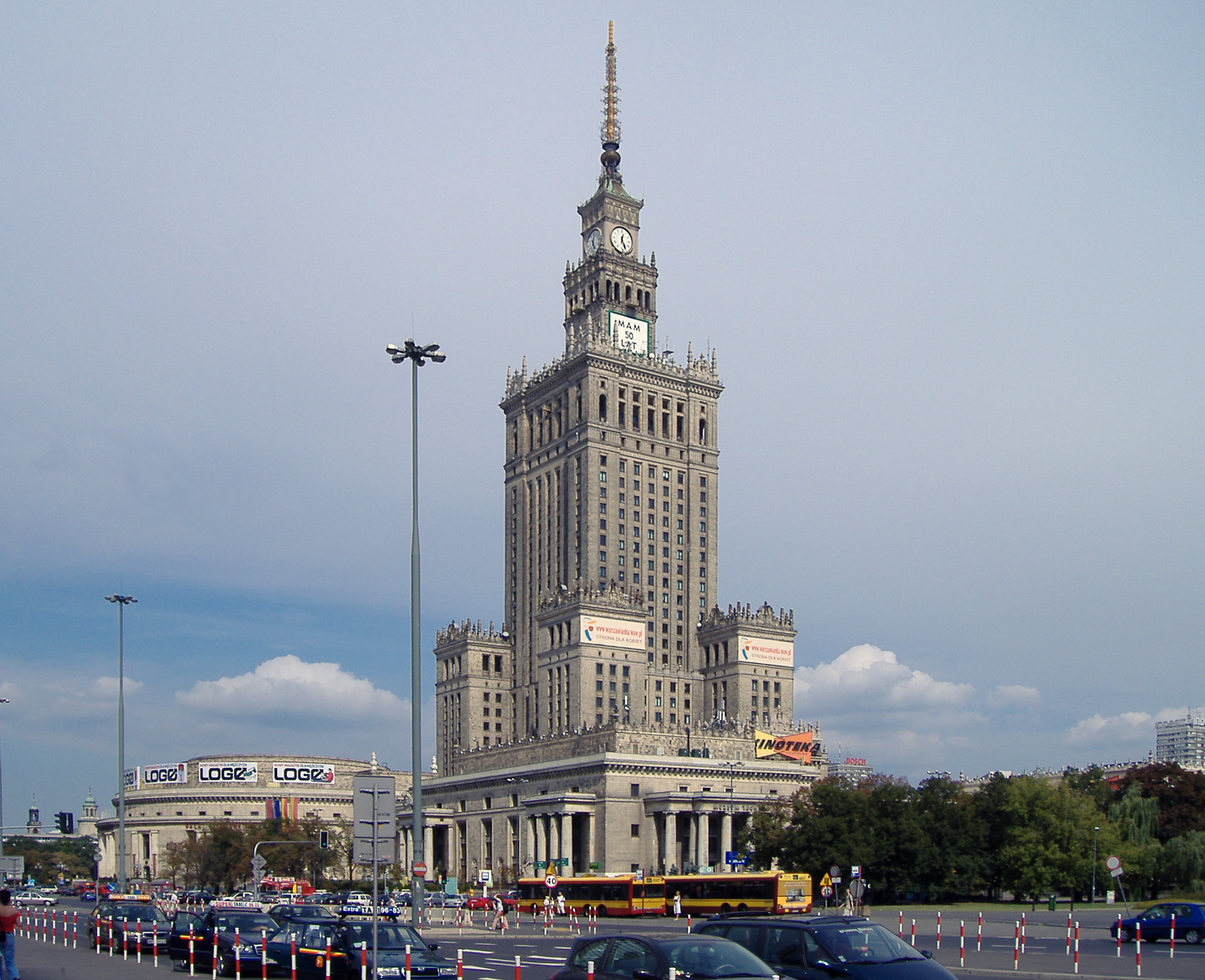
A varsói tüntetés helyszíne

Varsóban október 24-én több százezres nagygyűlésre került sor a Tudomány és Kultúra Palotája előtti téren, ami az 1956. októberi lengyelországi tüntetéssorozat igazi csúcspontját és egyben lezárását is jelentette. A tüntetésen megszólalt Gomulka is, aki a magyarországi felkelést üdvözölte, majd beszédét a következő kéréssel zárta: „Elég a gyűlésezésből, lássunk hozzá a mindennapi munkához!” Néhány egyetemista csoport magyar zászlóval vonult fel, majd a tüntetők egy része a Magyar Nagykövetség előtt tartott rokonszenvtüntetést. A lengyel napilapok vezércikkekben tettek hitet a magyar felkelés mellett, nagy terjedelemben és objektíven számoltak be az eseményekről, ami a Budapestre küldött több mint tíz lengyel tudósító tevékenységének volt köszönhető. Gomulka és az új lengyel reformista pártvezetés is szövetségest látott Nagy Imre kormányában. Október 28-án a Lengyel Munkáspárt (LEMP) üzenetet intézett a magyar nemzethez, amit október 29-én az összes lengyel és magyar napilap közölt. Az üzenetben üdvözölték a magyar nemzeti kormány programját, a demokratikus reformokat, a munkástanácsok megalakítását és a szovjet csapatok Magyarországról való kivonását. (Amely utóbbit Gomulka Lengyelország számára nem tartott lehetségesnek.) A LEMP október 28-i üzenete mintegy „felhatalmazta” a lengyel társadalmat a magyarok melletti szolidaritási mozgalomra, ami egyben levezető csatornaként is szolgált az októberi tüntetéssorozat által kiváltott érzelmeknek. Miután 28-án reggel a Lengyel Rádió közzétette a Magyar Vöröskereszt segítségkérését, Lengyelország-szerte tömegesen adtak vért az emberek, és az egész országra kiterjedő pénz-, élelmiszer- és gyógyszergyűjtés indult meg. A szakszervezetektől, üzemi kollektívák és utcai gyűjtésekből több millió złotyt utaltak át a Lengyel Vöröskeresztnek. November 3-áig 15 repülőgép, 42 teherautó és 104 vasúti kocsi szállította folyamatosan a lengyel segélyszállítmányokat Budapestre. Az összegyűlt lengyel vér- és segélyszállítmányok a legnagyobb mértékű külföldi segítséget jelentették a magyar forradalom napjaiban. Varsóban és az ország más városaiban az épületeken, közterületeken magyar zászló lengett, a varsói egyetemisták pedig díszőrséget álltak a Magyar Kulturális Intézet előtt. A lengyelek a magyarországi felkelésben igazi antisztálinista forradalmat láttak, amely a lengyel októberi tüntetésekéihez hasonló célkitűzéseket fogalmazott meg, csakhogy Magyarországon a régi vezetés szűklátókörűsége és a hatalomhoz való görcsös ragaszkodása vérfürdőt eredményezett, míg Lengyelországban Gomulka és a reformszárnya békés úton át tudta venni az ország irányítását. A lengyel népet megmozgatta a hagyományos magyar–lengyel barátság eszméje, az erős szovjetellenesség, és az az érzés, hogy Lengyelország szerencsésen elkerülte azt a tragédiát, ami Magyarországot érte.

### Romániai események
A Román Munkáspárt a romániai médiában már október 24-től teljes hírzárlatot vezetett be a magyarországi események kapcsán, hogy a forradalmi eszmék terjedését megakadályozza, megszigorították a határellenőrzést és csapatössszevonásokat hajtottak végre a magyar határon. Október 30-án azonban a temesvári román egyetemisták mintegy 2500 diák részvételével nagygyűlést tartottak a temesvári Műegyetemen (Politechnica) a diákság problémáiról. A diákok szolidaritásukat fejezték ki a magyar forradalommal, majd a Teodor Stanca által összeállított 12 pontos memorandumukban megfogalmazzák a követeléseiket is: a szovjet csapatok kivonását Romániából, Sztálin személyi kultuszának fölszámolását, a parasztságot sújtó beszolgáltatások eltörlését, egyetemi autonómiát. A diákok a budapestihez hasonló tüntetést és forradalmat akartak kirobbantani a városban. A vállalkozást fő szervezői Teodor Stanca mellett többek között Aurel Baghiu, Caius Muţiu, Friedrich Barth, Nagy László és Heinrich Drobny volt. A hadsereg és a Securitate azonban körbefogták az épületet, majd letartóztatták a résztvevők nagy részét. Október 31-én a letartóztatott diáktársaik kiszabadításának követelésével több mint 1000 egyetemi hallgató tüntetni kezdett, majd Temesvár központjába vonult. A hadsereg és a Securitate bekerítették a tüntetőket, majd valamennyiüket gyűjtőtáborba zárták.

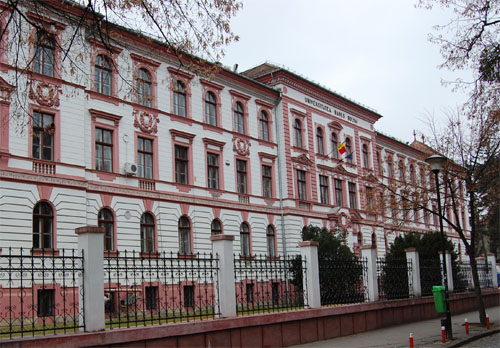
A kolozsvári Bolyai Egyetem

A romániai magyarság a magyar rádióból folyamatosan nyomon követte az eseményeket. November 1-jén, halottak napján a kolozsvári magyar Bolyai Egyetem hallgatói a Házsongárdi Temetőben Dávid Gyula vezetésével megkoszorúzták a magyar irodalom és szellemi élet nagyjainak sírját. Tőlük függetlenül egy másik csoport diák elénekelte a Himnuszt, és Bartis Ferenc elszavalta Reményik Sándor Eredj, ha tudsz című versét. A magyar forradalommal való együttérzés jeleként nagyon sok egyetemi hallgató a kabáthajtókára nemzeti színű kokárdát és gyászszalagot tűzött ki. A Securitate emberei közben mindenkit lefényképeztek.
Bukarestben a román egyetemisták november 4-én tüntetést szerveztek a szovjet nagykövetség elé, de a tervet nem tudták megvalósítani, mert a fő szervezőket (Alexandru Ivasiuc, Mihai Sărdaru, Marcel Petrişor, Mihai Mîrţu, Mihai Grama, I. D. Sârbu, Demostene Andronescu) letartóztatták és életfogytiglani vagy 25 évi szabadságvesztésre ítélték. A börtönbüntetéseken túlmenően számos hallgatót kizártak az egyetemről.

### A haladó szovjet értelmiség reagálása
A szovjet értelmiség csoportjai és a diákság körében a magyar forradalom melletti jelentős demonstrációkra került sor. A Sztálin halála óta kibontakozó értelmiségi mozgalom, amelynek egyik fő képviselője a Jevtusenko-kör volt, a magyar és lengyel reformokhoz hasonló átalakulást szeretett volna. Az egyetemi hallgatók követelték az állandó tájékoztatást a magyarországi eseményekről és oroszra fordították a magyar híranyagokat.

## A forradalom leverésének nemzetközi következményei

### A keleti blokk országai
Leverése után a magyar forradalmat egyöntetűen reakciós, fasiszta ellenforradalomként bélyegezte meg a keleti blokk valamennyi országának politikai vezetése, ez alól csak a lengyel vezetés volt kivétel. A magyar forradalom leverése a blokk többi országában és magában a Szovjetunióban is egy megszorítási és terrorhullám kezdetét jelentette. A Szovjetunióban a szimpátiájukat kifejezők ellen brutális kizárási és letartóztatási hullám következett.
Romániában a megtorlás még súlyosabb volt, mint Magyarországon. Először csak a temesvári diáktüntetések szervezőit büntették meg, 1956. november 16-án 30 román egyetemistát ítéltek 3–8 évig terjedő börtönbüntetésre. A romániai magyar értelmiségiek tömeges letartóztatása 1958 áprilisában vette kezdetét. Fél éven át koncepciós perek sorozatát folytatták le. A magyarországi forradalommal való szimpatizálás vádjával több ezer magyar személyt, főleg értelmiségieket, papokat és diákokat börtönbe zártak és megkínoztak, köztük sok kiskorú gimnazistát, fiúkat és lányokat is. Több száz embert kivégeztek, mintegy hatvanan a kínzásokba haltak bele, mások a Duna-deltai munkatáborokban vesztették életüket. A megtorlást az önálló magyar oktatási rendszer felszámolására is felhasználták. 1959 februárjában a Bolyai Tudományegyetemet beolvasztották a kolozsvári román egyetembe, és számos magyar középfokú intézményt is megszüntettek. Az 1956-os forradalom romániai megtorlása valósággal lefejezte a kisebbségi magyar értelmiségi réteget.
A keleti blokkban lezajló terrorhullám alól egyedül Lengyelország volt kivétel. A forradalom leverésének hírére november 5-én a lengyel nagyvárosokban sok ezer fős néma tiltakozó demonstrációt és gyászfelvonulásokat tartottak. A következő hónapokban Gomułka igyekezett konszolidálni a mérsékelt reformokra épülő és a nép bizalmát élvező hatalmát. A magyar forradalom melletti hatalmas társadalmi rokonszenvet a magyar tragédia lengyelországi bekövetkezésének lehetőségére hivatkozva sikerült korlátok közé szorítania. 1956 novembere után belpolitikailag igyekezett elkerülni minden olyan lépést, amely a lecsillapodott kedélyeket újra felizgathatta volna. A lengyel vezetés később sem erőltette a „magyarországi ellenforradalom” koncepcióját (a kádári Magyarország későbbi erre vonatkozó megkereséseit is mindig elutasították), a továbbiakban inkább hallgattak az eseményekről. A lengyel pártnak a média számára kiadott irányelve szerint Lengyelország „államérdekből” nem engedheti meg magának, hogy bizonyos kényes kérdésekben szembehelyezkedjen a Szovjetunióval, így a magyar kérdésben hallgatást kértek, a nem engedelmeskedő újságírókat és rádiósokat pedig elbocsátották állásukból.
Lásd még: Az 1956-os forradalom és Románia, Az 1956-os forradalom és Albánia

### ENSZ-határozat
1957 januárjában Dag Hammarskjöld, ENSZ-főtitkár speciális bizottságot állított fel a magyarországi események kivizsgálására Ausztrália, Srí Lanka, Dánia, Tunézia és Uruguay részvételével. A bizottság 111 menekültet hallgatott meg, köztük a Nagy Imre kormány több miniszterét és katonai vezetőjét is, valamint az események legkülönfélébb pártállású és foglalkozású résztvevőit. Számtalan dokumentumot, újságot, rádiófelvételt, fényképet, filmanyagot vizsgáltak át, valamint 200 szemtanú írott beszámolóit. Magyarország nem engedte be területére az ENSZ-bizottság tagjait, a szovjet kormány pedig még az írásos információkérésekre sem válaszolt. Az elkészült 268 oldalas jelentést 1957 júniusában tárták az ENSZ közgyűlése elé. (A magyar üggyel foglalkozó ENSZ-különbizottság jelentése, 1957, PDF) A dokumentum a vizsgálatok eredményeként a magyar nép emberi jogainak a Kádár-kormány és a Szovjetunió részéről való súlyos megsértését állapította meg. Az ENSZ közgyűlése 1958. december 12-én közös nyilatkozatot fogadott el, amelyben elítéli a magyar nép elnyomását és a szovjet katonai megszállást, más érdemi lépés azonban nem történt.

### A forradalom világpolitikai hatásai
A magyar forradalom leverésének hatására a következő évtizedekben a két nagy katonai tömb (a Nyugat és a keleti blokk) kialakult határvonala még inkább megkérdőjelezhetetlen valósággá vált, és a hidegháborús propaganda ellenére egyik félnek sem állt igazi érdekében ezen a helyzeten változtatni. 1968-ban a prágai tavasz eseményei során Alexander Dubček, csehszlovák miniszterelnök a magyarországi forradalom tanulságára hivatkozott, amikor országa polgárait óva intette attól, hogy ellenálljanak a szovjet megszállóknak.
A magyar forradalom és leverése ugyanakkor a Szovjetunió óriási erkölcsi hitelvesztését és a kommunista ideológia befolyásának visszafordíthatatlan meggyengülését is eredményezte az egész világon, ami végső soron a Szovjetunió és az egész keleti blokk válságát és bukását okozta.